# Kevin Moore
För bluesmusikern med samma namn, se Keb' Mo'.
Kevin Moore, född 26 maj 1967, är en amerikansk keyboardist som är mest känd för att medverkat i originalsättningen av den progressiva metalgruppen Dream Theater.
Moore medverkade på Dream Theaters tre första studioalbum, däribland deras stora genombrottsalbum Images and Words från 1992, men lämnade gruppen 1994 för en solokarriär. Trots att han lämnade bandet relativt tidigt i dess karriär så anses han fortfarande vara den bästa keyboardisten bandet haft, mycket på grund av hans förmåga att skriva intressanta låtar och ett keyboardspel som är smakfullt och välarrangerat.
1998 startade Moore soloprojektet Chroma Key, som spelade en blandning av progressiv rock och electronica. Han har också släppt filmmusik 2004 till den turkiska skräckfilmen Okul, och arbetat med gruppen OSI där bland andra Jim Matheos från Fates Warning, och Steven Wilson medverkade.
Moore arbetade 2020 som psykiater i Minot.

## Diskografi
Studioalbum med Dream Theater
- When Dream and Day Unite (1989)
- Images and Words (1992)
- Live at the Marquee (1993)
- Images and Words: Live in Tokyo (1993)
- Awake (1994)

Som Chroma Key
- Dead Air for Radios (1998)
- Colorblind (single) (1999)
- You Go Now (2000)
- Graveyard Mountain Home (2004)

Som soloartist (Kevin Moore)
- This is a Recording (1999)
- Memory Hole 1 (2004)
- Ghost Book - Soundtrack to the film Okul (2004)
- Shine - Soundtrack to the film Little Apocalypse (2010)

Studioalbum med OSI
- Office of Strategic Influence (2003)
- Free (2006)
- Blood (2009)
- Fire Make Thunder (2012)